# Carlos Pavón
Carlos Alberto "Johnny Boy" Pavón Plummer (El Progreso, 9 de outubro de 1973) é um ex-futebolista hondurenho.
É o maior artilheiro da seleção nacional, com 56 gols em 101 partidas  e foi um dos principais jogadores na classificação de Honduras à Copa do Mundo 2010. Muito relacionado ao Real España, clube do seu país natal, no qual é ídolo.

## Carreira
Pavón começou sua carreira aos 18 anos de idade no Real España, clube hondurenho da cidade de San Pedro Sula. Sua primeira partida foi em 30 de maio de 1992, no empate em 1 a 1 contra o Deportivo Platense, na Copa de Honduras 1992. Em sua primeira passagem pelo Real España, Pavón ganhou ganhou o Campeonato Hondurenho de 1992, sendo também o artilheiro do torneio.
Em 1994, se transferiu para o Toluca, do México, este foi o primeiro de vários clubes mexicanos que Pavón atuou. Passou pelo para Monarcas Morelia na Primera División, vencendo o Clausura de Inverno, em 2000. No total, Carlos atuou por sete clubes mexicanos: além do Morelia, passou ainda por Toluca, San Luis, Correcaminos, Necaxa, Atletico Celaya e Cruz Azul.
Após sua boa passagem pelo Monarcas Morelia, ele jogou na Serie A italiana, primeiramente pela Udinese, na temporada 2001/02 e depois pelo Napoli, na temporada seguinte.
Antes de sua passagem pelo Morelia, teve ainda uma rápida passagem pelo futebol espanhol, atuando pelo Real Valladolid, no segundo turno da temporada 1995/96.
Em 19 de junho de 2007, ele assinou um contrato para jogar pelo Los Angeles Galaxy, dos Estados Unidos, marcando dois gols na partida contra o New York Red Bulls, em 18 de Agosto de 2007. As assistências para ambos os gols foram do ídolo inglês David Beckham. Este jogo atraiu 66.000 torcedores, o maior público já registrado para um jogo dos Bulls. Pavón deixou o clube estadunidense no final desta temporada.
Apesar de ofertas de outros times da Major League Soccer americana, Pavón optou por retornar ao clube que o revelou, o Real España, para a temporada 2008/09.
Ao final da temporada, após ser dispensado, ele assinou com o Necaxa, também do México. Em sua segunda passagem pelo clube de Aguascalientes, ele fez sua estreia em 1 de Março de 2009, após apenas uma sessão de treinos com o clube. Ele começou a partida e ajudou nos dois gols do empate 2-2 com o Santos Laguna. Esta passagem pelo Necaxa não foi tão boa quanto a primeira, e Pavón saiu do clube na metade do ano sem marcar nenhum gol.
Após esta rápida passagem pelo Necaxa, retornou mais uma vez ao Real España, onde está jogando atualmente.

### Seleção nacional
Pavón foi um jogador fundamental para a seleção hondurenha. Apontado por muitos como o melhor jogador da história de sua seleção, ele é idolatrado por seus vários gols, sendo o maior artilheiro de todos os tempos de sua seleção.
Desde 1993, foi sempre convocado para defender a seleção hondurenha, que, em 14 de Outubro de 2009, conquistou sua vaga para a Copa do Mundo 2010. A heroica classificação foi alcançada numa vitória de 1 a 0 contra El Salvador na casa do adversário, e Carlos Pavón foi o autor do gol da classificação.
Carlos Pavón fez parte da lista de 23 convocados do treinador colombiano Reinaldo Rueda para a Copa do Mundo de 2010, na segunda participação de sua seleção no torneio. Pavón atuou apenas 60 minutos no torneio, na derrota por 1-0 para o Chile. Honduras acabou com uma frustrante campanha, somando apenas um ponto em três jogos e sendo eliminada na primeira fase.

## Títulos
Real España
- Campeonato Hondurenho: 1992, 2003/04 , 2006/07 e  2010/2011

Monarcas Morelia
- Primera División de México: 2000 (Inverno)

### Prêmios individuais
- Futebolista hondurenho do ano: 2000 e 2009
- Artilheiro da Copa Ouro da CONCACAF: 2007
- Artilheiro da Primera División de México: 1997